# لورن، سن بارتلمی
لورن (به فرانسوی: Lurin) یک منطقهٔ مسکونی در فرانسه است که در سن بارتلمی در کارائیب واقع شده‌است.